# Теорема Декарта (геометрия)
Теорема Декарта утверждает, что для любых четырёх взаимно касающихся окружностей радиусы окружностей удовлетворяют некоторому квадратному уравнению. Решив это уравнение, можно построить четвёртую окружность, касающуюся остальных трёх заданных окружностей. Теорема названа в честь Рене Декарта, который сформулировал её в 1643 году.

## История[1]
Геометрические задачи на касающиеся окружности обсуждались в течение тысячелетий. В древней Греции в III веке до нашей эры Аполлоний Пергский посвятил целую книгу этой теме. К сожалению, книга, носившая название О касаниях, не сохранилась, погибнув при пожаре Александрийской библиотеки.
Рене Декарт обсуждал задачу кратко в 1643 году в письме принцессе Елизавете Богемской. Он пришёл совершенно к тому же решению, что приведено ниже в уравнении (1), и тем самым вписал своё имя в теорему.
Фредерик Содди повторно открыл уравнение в 1936 году. Касающиеся окружности в этой задаче иногда упоминаются как Окружности Содди, возможно потому, что Содди выбрал публикацию своей версии теоремы в виде поэмы, озаглавленной The Kiss Precise (Аккуратный поцелуй), который напечатан в журнале Nature (20 июня 1936). Содди обобщил теорему на сферы. Торольд Госсет обобщил теорему на произвольные размерности
.

### Более древняя история
Взгляд Игоря Шарыгина: В течение большей
части периода Эдо (1603—1867) Япония находилась почти в полной изоляции от западного мира и развивалась своими путями, без влияния
западных цивилизаций. Однако это не помешало развитию японской науки, в частности математики. Особенно процветала геометрия. Японцы полагали, что искусство геометрии угодно Богу. Ею увлекались представители всех сословий, от
крестьян до самураев. Свои открытия, теоремы они изображали яркими цветными красками на досках — сангаку — и вывешивали при храмах — большей частью синтоистских, реже буддистских — и усыпальницах. Эти доски являлись одновременно и приношением почитаемому божеству, и «публикацией» автора о сделанном им красивом открытии. Словесные пояснения почти отсутствовали. Автор как бы говорил: «Смотри и, если сможешь, докажи!»… Прекрасные задачи и теоремы, собранные в книге «Японская храмовая геометрия» — это своеобразное «исчисление окружностей», «гимн окружности». Среди них находим не только формулу Содди, но и её обобщение на трёхмерный случай. Первое упоминание о соотношении между радиусами окружностей появилось на доске (сангаку) в 1796 году в Токийской префектуре, полное доказательство было опубликовано в 1830-м. Интересно, что пример, показывающий связь между радиусами пяти соприкасающихся сфер, был описан на доске, найденной там же, а позднее утерянной, уже в 1785 году.
В середине XIX столетия в Японии было опубликовано полное доказательство «обобщённой формулы для пяти соприкасающихся шаров»…

## Определение кривизны
Теорему Декарта проще всего сформулировать в терминах кривизны окружностей. Кривизна окружности определяется как {\displaystyle k=\pm 1/r}, где {\displaystyle r} — её радиус. Чем больше окружность, тем меньше величина её кривизны, и наоборот.
Знак плюс в {\displaystyle k=\pm 1/r} ставится, если окружность имеет внешнее касание к другой окружности, как три чёрных окружности на рисунке. Для касающихся окружностей внутренне, как большая красная окружность на рисунке, которая описывает остальные окружности, ставится знак минус.
Если считать, что прямая линия — это вырожденная окружность с нулевой кривизной (а следовательно, с бесконечным радиусом), теорема Декарта применима также и к прямой и двум окружностям, касающимся друг друга попарно. В этом случае теорема даёт радиус третьей окружности, касающейся двух других и прямой.
Если четыре окружности касаются друг друга в шести различных точках и окружности имеют кривизны {\displaystyle k_{i}} (для {\displaystyle i=1,\ldots ,4}), теорема Декарта утверждает:
{\displaystyle (k_{1}+k_{2}+k_{3}+k_{4})^{2}=2\,(k_{1}^{2}+k_{2}^{2}+k_{3}^{2}+k_{4}^{2}).} (1)
Если пытаться отыскать радиус четвёртой окружности, касающейся трёх касающихся друг друга окружностей, уравнение лучше записать в виде:
{\displaystyle k_{4}=k_{1}+k_{2}+k_{3}\pm 2{\sqrt {k_{1}k_{2}+k_{2}k_{3}+k_{3}k_{1}}}.} (2)
Знак ± отражает факт, что в общем случае имеется два решения. Если исключить вырожденный случай прямой линии, одно решение положительно, другое же может быть как положительным, так и отрицательным. Если решение отрицательно, оно представляет окружность, описывающую первых три (как показано на рисунке).

## Специальные случаи
Если одну из окружностей заменить на прямую линию, то одно из чисел {\displaystyle k_{i}}, скажем, {\displaystyle k_{3}}, будет нулевым и выпадает из уравнения (1). Уравнение (2) становится много проще:
{\displaystyle k_{4}=k_{1}+k_{2}\pm 2{\sqrt {k_{1}k_{2}}}.} (3)
Если две окружности заменить прямыми, касание между двумя окружностями заменяется параллельностью двух прямых. Две другие оставшиеся окружности должны быть равны. В этом случае, с {\displaystyle k_{2}=k_{3}=0}, уравнение (2) становится тривиальным
{\displaystyle \displaystyle k_{4}=k_{1}.}
Невозможно заменить три окружности прямыми, поскольку одна окружность и три прямые не могут касаться друг друга попарно.
Теорема Декарта неприменима также к случаю, когда все четыре окружности касаются друг друга в одной точке.
Ещё один специальный случай — когда {\displaystyle k_{i}} являются квадратами,
{\displaystyle (v^{2}+x^{2}+y^{2}+z^{2})^{2}=2(v^{4}+x^{4}+y^{4}+z^{4})}.
Эйлер показал, что эквивалентно тройке пифагоровых троек,
{\displaystyle (2vx)^{2}+(2yz)^{2}=(v^{2}+x^{2}-y^{2}-z^{2})^{2}}
{\displaystyle (2vy)^{2}+(2xz)^{2}=(v^{2}-x^{2}+y^{2}-z^{2})^{2}}
{\displaystyle (2vz)^{2}+(2xy)^{2}=(v^{2}-x^{2}-y^{2}+z^{2})^{2}}
и может быть задано параметрическое представление. Если выбрать отрицательный знак кривизны,
{\displaystyle (-v^{2}+x^{2}+y^{2}+z^{2})^{2}=2(v^{4}+x^{4}+y^{4}+z^{4})},
уравнение можно представить в виде хорошо известного параметрического решения,
{\displaystyle [v,x,y,z]=[2(ab-cd)(ab+cd),(a^{2}+b^{2}+c^{2}+d^{2})(a^{2}-b^{2}+c^{2}-d^{2}),2(ac-bd)(a^{2}+c^{2}),2(ac-bd)(b^{2}+d^{2})]},
где
{\displaystyle a^{4}+b^{4}=c^{4}+d^{4}}.

## Комплексная теорема Декарта
Для определения окружности полностью нужно знать не только её радиус (или кривизну), но нужно ещё знать и её центр. Соответствующее уравнение лучше всего написать, когда координаты {\displaystyle (x,y)} представлены в виде комплексного числа {\displaystyle z=x+iy}. Уравнение тогда выглядит подобно уравнению в теореме Декарта и поэтому называется комплексной теоремой Декарта.
Если даны четыре окружности с кривизнами {\displaystyle k_{i}} и центрами {\displaystyle z_{i}} ({\displaystyle i=1,\ldots ,4}), вдобавок к равенству (1) выполняется следующее равенство:
{\displaystyle (k_{1}z_{1}+k_{2}z_{2}+k_{3}z_{3}+k_{4}z_{4})^{2}=2\,(k_{1}^{2}z_{1}^{2}+k_{2}^{2}z_{2}^{2}+k_{3}^{2}z_{3}^{2}+k_{4}^{2}z_{4}^{2}).} (4)
После того, как {\displaystyle k_{4}} будет найдено при помощи равенства (2), можно начать вычисление {\displaystyle z_{4}} путём изменения уравнения (4) к виду, похожему на (2):
{\displaystyle z_{4}={\frac {z_{1}k_{1}+z_{2}k_{2}+z_{3}k_{3}\pm 2{\sqrt {k_{1}k_{2}z_{1}z_{2}+k_{2}k_{3}z_{2}z_{3}+k_{1}k_{3}z_{1}z_{3}}}}{k_{4}}}.}
Снова, в общем случае, имеется два решения для {\displaystyle z_{4}}, соответствующие двум решениям для {\displaystyle k_{4}}.

## Обобщения
Обобщение для {\displaystyle n}-мерного пространства иногда упоминается как теорема Содди — Госсе, хотя это сделано уже в 1886 Лахланом (R. Lachlan). В {\displaystyle n}-мерном евклидовом пространстве максимальное число взаимно касающихся {\displaystyle (n-1)}-мерных сфер равно {\displaystyle n+2}. Например, в трёхмерном пространстве могут взаимно касаться пять сфер. Кривизны гиперсфер удовлетворяют уравнению
{\displaystyle \left(\sum _{i=1}^{n+2}k_{i}\right)^{2}=n\sum _{i=1}^{n+2}k_{i}^{2}}
и случай {\displaystyle k_{i}=0} соответствует гиперплоскости, точно как в двумерном случае.
Хотя нет трёхмерных аналогов комплексных чисел, связь между местоположениями центров можно представить в виде матричных уравнений.